# Mærsk M-Klasse (1988)
Die von 1988 bis 1991 gebaute Mærsk M-Klasse ist eine Klasse von Panamax-Containerschiffen der dänischen Reederei A. P. Møller-Mærsk. Beim Bau waren es die größten Containerschiffe weltweit.

## Geschichte

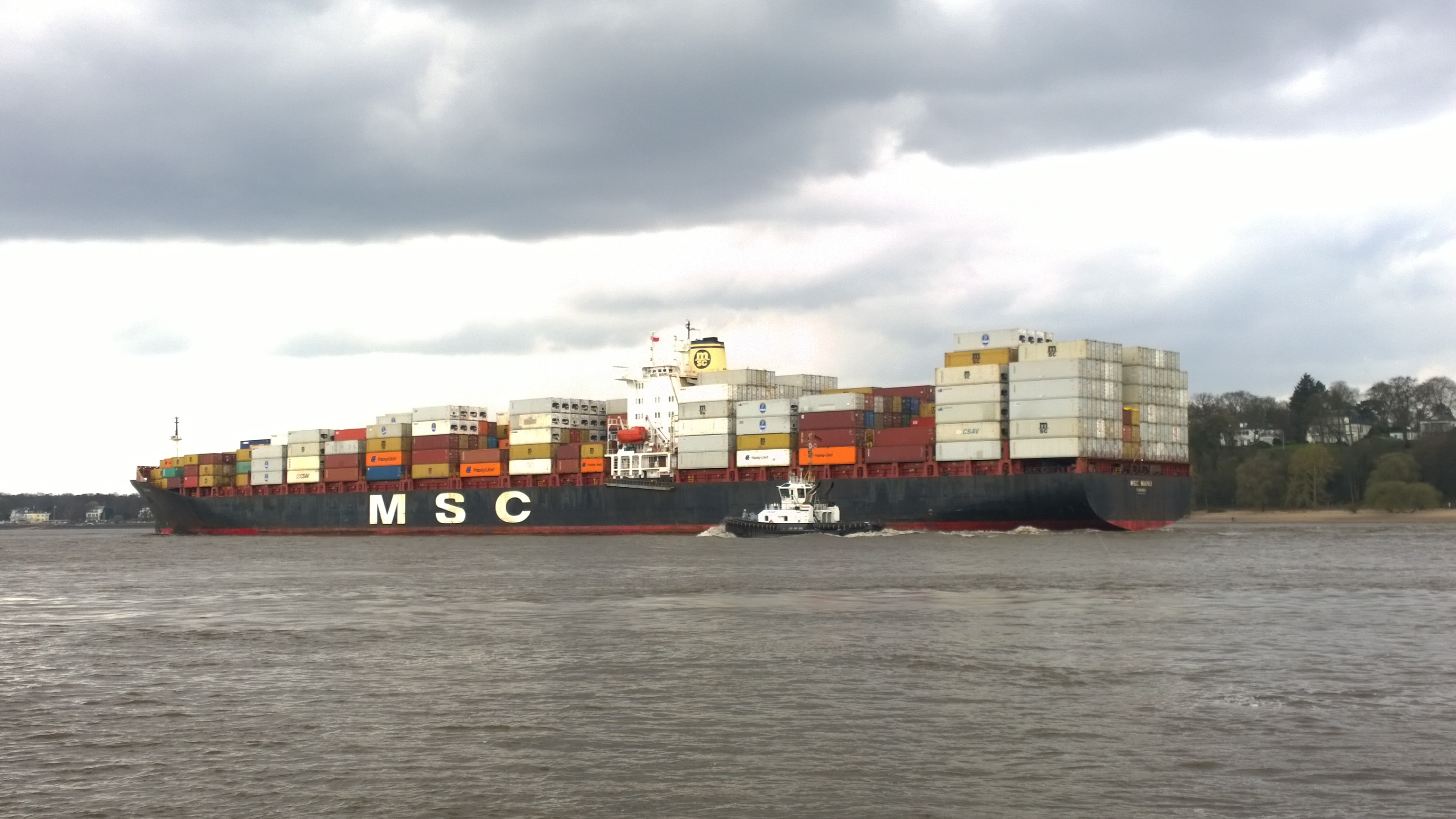
Die MSC Manu ausgehend Hamburg

Die Baureihe wurde in den Jahren 1988 bis 1991 von der dänischen Odense Staalskibsværft gebaut und abgeliefert. Sie setzte die Entwicklung der bauähnlichen Schiffe der vorhergehenden Mærsk L-Klasse (1980) und Mærsk L-Klasse (1983) fort. Auftraggeber der Baureihe war die in Kopenhagen ansässige Reederei Maersk Line, als Eigner fungierte die A/S D/S Svendborg & Dampskibsselskabet af 1912 A/S. Die Reederei setzte die Schiffe der M-Klasse auf der Transatlantikroute ein.
Die M-Klasse-Schiffe zählen zu den Panamax-Containerschiffen und verfügen über eine Kapazität von rund 4300 TEU, 500 Stellplätze können mit Kühlcontainern besetzt werden. Die Schiffe verfügen über neun mit Cellguides ausgerüstete Laderäume. Sechs der mit Pontonlukendeckeln verschlossenen Laderäume befinden sich vor, drei hinter den dreiviertel achtern angeordneten Aufbauten. Die verwendeten Hauptmotoren zählten seinerzeit zu den leistungsfähigsten Dieselmotoren auf dem Markt.

## Die Schiffe
| Mærsk M-Klasse               | Mærsk M-Klasse | Mærsk M-Klasse | Mærsk M-Klasse    | Mærsk M-Klasse |
| Bauname                      | Baunummer      | IMO-Nummer     | Ablieferung       | Umbenennungen und Verbleib |
| ---------------------------- | -------------- | -------------- | ----------------- | --- |
| Marchen Mærsk                | 123            | 8613308        | 12. Februar 1988  | Mærsk Mykonos (2005) → Crystal Lilly (2009) → MSC Mykonos → Mykonos (2017) → 2017 Abbruch in Alang                                 |
| Marit Mærsk                  | 124            | 8613310        | 17. Juni 1988     | Mærsk Mandraki (2004) → MSC Mandraki (2008) → Mandraki (2017) → Mandra (2017), 2017 Abbruch in Chittagong                          |
| Margrethe Mærsk              | 125            | 8613322        | 28. Februar 1988  | Mærsk Matane → MSC Manu → Cap Victor → Victor, 2016 Abbruch in Alang                                                               |
| Majestic Mærsk               | 126            | 8715857        | 15. Februar 1990  | Majestic → MSC Sariska → MSC Sariska V                                                                                             |
| Marie Mærsk                  | 127            | 8715869        | 8. Juni 1990      | MSC Federica (2011) → 2018 Abbruch in Zhoushan                                                                                     |
| Magleby Mærsk                | 128            | 8715871        | 10. Oktober 1990  | Magleby → MSC Pilar, ab 18. Mai 2023 verschrottet.                                                                                 |
| Mette Mærsk                  | 129            | 8618293        | 24. Februar 1989  | MSC Sweden (2006) → Mærsk Merritt (2011) → Mæersk Meritt (2011) → MSC Vepaue (2011) → MSC Veronique (2012) → 2023 Abbruch in Alang |
| Mathilde Mærsk               | 130            | 8618308        | 23. Juni 1989     | MSC Ancona (2006) → Mærsk Moncton (2010) → MSC Carole (2011) → 2016 Abbruch in Alang                                               |
| Maren Mærsk                  | 131            | 8618310        | 16. Dezember 1989 | Mæersk Marystown (2006) → Cap York (2008) → York (2011) → MSC Leanne (2011) → 2016 Abbruch in Alang                                |
| McKinney Mærsk               | 132            | 8819940        | 11. März 1991     | Mærsk Marathon (2006) → MSC Marathon (2008) → Marathonas (2010) → 2014 Abbruch in Alang                                            |
| Madison Mærsk                | 133            | 8819952        | 8. Mai 1991       | Mærsk Mytilini (2006) → Mytilini (2012) → 2014 Abbruch in Alang                                                                    |
| Mayview Mærsk                | 134            | 8819964        | 4. September 1991 | Mærsk Messologi (2006) → Messologi (2011) → 2014 verschrottet                                                                      |
| Daten: Equasis, grosstonnage |                |                |                   | |